# Marco Boras
Marco Boras (Francoforte sul Meno, 28 settembre 2001) è un calciatore croato, difensore del WSG Tirol.

## Carriera

### Club
Il 31 agosto 2022 viene acquistato a titolo definitivo dalla squadra croata dello Slaven Belupo.

## Statistiche

### Presenze e reti nei club
Statistiche aggiornate al 25 maggio 2025.
| Stagione             | Squadra              | Campionato           | Campionato | Campionato | Coppe nazionali | Coppe nazionali | Coppe nazionali | Coppe continentali | Coppe continentali | Coppe continentali | Altre coppe | Altre coppe | Altre coppe | Totale | Totale |
| Stagione             | Squadra              | Comp                 | Pres       | Reti       | Comp            | Pres            | Reti            | Comp               | Pres               | Reti               | Comp        | Pres        | Reti        | Pres   | Reti   |
| -------------------- | -------------------- | -------------------- | ---------- | ---------- | --------------- | --------------- | --------------- | ------------------ | ------------------ | ------------------ | ----------- | ----------- | ----------- | ------ | ------ |
| ott. 2020-2021       | Gießen               | 4L                   | 37         | 2          | -               | -               | -               | -                  | -                  | -                  | -           | -           | -           | 37     | 2      |
| 2021-2022            | Hoffenheim II        | 4L                   | 18         | 0          | -               | -               | -               | -                  | -                  | -                  | -           | -           | -           | 18     | 0      |
| 2022-2023            | Slaven Belupo        | 1. HNL               | 5          | 1          | CC              | 1               | 0               | -                  | -                  | -                  | -           | -           | -           | 6      | 1      |
| 2023-2024            | Slaven Belupo        | 1. HNL               | 34         | 0          | CC              | 2               | 0               | -                  | -                  | -                  | -           | -           | -           | 36     | 0      |
| 2024-2025            | Slaven Belupo        | 1. HNL               | 22         | 1          | CC              | 4               | 0               | -                  | -                  | -                  | -           | -           | -           | 26     | 1      |
| Totale Slaven Belupo | Totale Slaven Belupo | Totale Slaven Belupo | 61         | 2          |                 | 7               | 0               |                    | -                  | -                  |             | -           | -           | 68     | 2      |
| Totale carriera      | Totale carriera      | Totale carriera      | 116        | 4          |                 | 7               | 0               |                    | -                  | -                  |             | -           | -           | 123    | 4      |